# Akihito
Kejsar Akihito (japanska: 明仁天皇. Akihito-tennōJ), född 23 december 1933 i Tokyo, är den tidigare kejsaren av Japan (regerande 1989–2019), den 125:e medlemmen av världens äldsta regerande dynasti och det femte barnet till kejsar Hirohito och kejsarinnan Nagako. Han abdikerade den 30 april 2019.

## Biografi
Kejsar Akihito tvingades 1945 med sin far att avsäga sig sin gudomliga status som Japans tronarvinge. Han har ansetts företräda en relativt modern uppfattning om kejsarens roll i det japanska samhället. Han var bland annat känd för att han satte sig på knä med evakuerade från vulkanutbrottet i Nagasaki 1991, något som gick emot rådande normer.
1959 gifte han sig med den ofrälse Michiko (född Michiko Shōda). Akihito uppsteg på tronen den 7 januari 1989, då hans far Hirohito avled, och han kröntes 10 november 1990. Akihitos födelsedag den 23 december var under hans ämbetsperiod en helgdag. I och med tronskiftet startade tideräkningseran Heisei. Det kommer också att bli kejsar Akihitos officiella namn efter hans bortgång.
Akihito är utbildad marinbiolog och expert på fiskfamiljen smörbultar, men har också breda kunskaper i vetenskapshistoria. Han är hedersmedlem av Linnean Society of London i London.
Kejsaren är gift sedan 10 april 1959 med Michiko Shoda. De är föräldrar till:
1. kejsar Naruhito (född 23 februari 1960; gift med Masako – en dotter),
2. prins Fumihito (född 30 november 1965; gift med Kiko Kawashima – två döttrar och en son) samt
3. prinsessan Sayako (född 18 april 1969; gift november 2005 med den ofrälse Yoshiki Kuroda)

Akihitos planer på att abdikera blev kända 2016. Den kejserliga förordningen från 1947 förbjuder kejsaren att abdikera. Japans parlament beslutade dock att ge kejsare Akihito dispens och gav kejsar Akihito tre år på sig att avgå. Beslutet gäller dock bara honom och inte framtida kejsare. I december 2017 meddelades det att Akihito skulle abdikera den 30 april 2019. Det blev den första abdikeringen av en japansk kejsare på nästan tvåhundra år. Efter abdikeringen fick han titeln daijō tennō, eller joko, 'kejsare emeritus' på svenska.

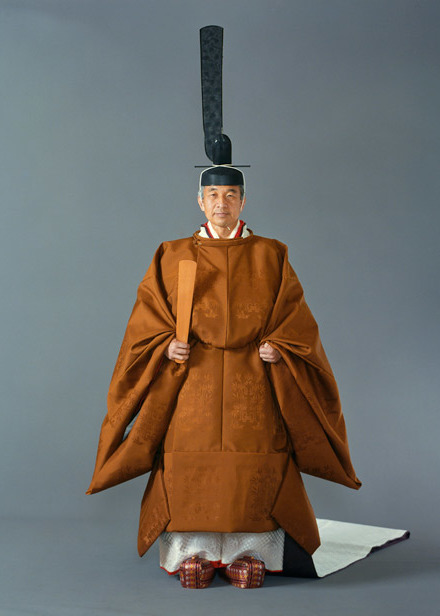
Kejsare Akihito (1990)

## Sverigerelationer
Akihito är den japanske kejsare som visat det i särklass största intresset för och verkat för japansk-svenska relationer. Redan som student sammanträffade Akihito 1953 på Sofiero med Gustaf VI Adolf, som var storsamlare av östasiatisk konst och som arkeolog deltagit i fältarbete i Japan.
Som kronprinspar besökte Akihito och Michiko Sverige och Linnés Hammarby sommaren 1985 och visade ett stort intresse för Linnés lärjunge Carl Peter Thunberg och dennes resa till Japan 1775–1776.
Den 28–31 maj 2000 svarade kejsar Akihito åtföljd av kejsarinnan Michiko för det första japanska statsbesöket någonsin i Sverige. Kejsar Akihito höll bland annat ett tal vid Handelshögskolan i Stockholm och besökte tillsammans med kejsarinnan Michiko, kung Carl XVI Gustaf och drottning Silvia The European Institute of Japanese Studies vid Handelshögskolan i Stockholm. 
I samband med Carl von Linnés 300-årsdag den 23 maj 2007 besökte kejsar Akihito och kejsarinnan Michiko åter Sverige. På själva födelsedagen deltog kejsarparet, tillsammans med det svenska kungaparet och kronprinsessan Victoria, i firandet i domkyrkan och i universitetshuset i Uppsala, samt på Linnébanketten på Uppsala slott .

## Vetenskapliga arbeten
Akihito; Early cultivators of science in Japan. Science. 1992 Oct 23;258(5082):578-80. 

## Utmärkelser
- Elefantorden,  8 augusti 1953[10][11]
- Ojaswi Rajanya-orden,  19 april 1960[12]
- Sikatunaorden,  10 november 1962[13]
- Storkorset av Karl III:s orden,  20 januari 1972[14][15]
- Riddare med storkors av Victoriaorden,  7 maj 1975[16]
- Storkors med kedja av Karl III:s orden,  23 oktober 1981[17]
- Storkorsriddare av Republiken Italiens förtjänstorden,  9 mars 1982[18]
- Ordenskedja för riddare av Gyllene Skinnets orden,  1985[19]
- Storkorset med kedja av Finlands Vita Ros orden,  25 september 1986[20]
- Storkedja av Sankt Jakobs Svärdsorden,  2 december 1993[21]
- Storkors av Godahoppsuddens orden,  1995[22]
- Storkedja av Henrik Sjöfararens orden,  12 maj 1998[21]
- Riddare av Strumpebandsorden,  26 maj 1998[16]
- Österrikiska republikens förtjänstorden i guld,  1999[23]
- Storkors med kedja av Sankt Olavs orden,  2001
- Vita örnens orden,  3 juli 2002[24]
- Kedja av Terra Mariana-korsets orden,  22 maj 2007[25]
- Storkorset med kedja av Vytautasorden,  22 maj 2007[26]
- Storkorset med kedja av Tre Stjärnors orden,  23 maj 2007[27]
- Första klass av Jaroslav den vises orden,  12 januari 2011[28]
- Malaysias kronorden,  2012[29]
- Lakandulaorden,  3 juni 2015[30]
- Frälsarens orden
- Kungliga Serafimerorden
- Afghanistans solorden
- Salomonorden
- Storkors av Malis nationalorden
- Nishan-e-Pakistan
- Storkors av Hederslegionen
- Kedja av Krysantemumorden
- Storkors av Sankt Olavs orden
- Uppgående solens orden med paulowniablomster, första graden
- Storkors av Leopoldorden
- Den nationella Lejonordens storkors
- Storkorset av Nederländska Lejonorden
- Kedja av Vita lejonets orden
- Storkors av Frälsarens orden
- Stora jugoslaviska stjärnans orden
- Nilorden
- Storkors av tre ordnars band[21]
- Stora ordensbandet av Krysantemumorden
- Storkorset av Mexikanska Aztekiska Örnorden
- Förbundsrepubliken Tysklands förtjänstorden - storkors av särskilda klassen
- Frihetssolens orden
- Storkorset med diamanter av Peruanska Solorden
- Hedersledamot av the Zoological Society of London

[Redigera Wikidata]